# The Way I Should
The Way I Should è il terzo album in studio pubblicato dalla cantautrice Iris DeMent. Ha raggiunto la posizione numero 22 nella classifica Billboard Heatseekers.
Tra gli ospiti ci sono il chitarrista Mark Knopfler e Delbert McClinton, che duetta con DeMent in Trouble.
L'album è stato nominato per il Grammy Award per il miglior album folk contemporaneo alla 40ª edizione dei Grammy Awards.

## Tracce
1. When My Mornin' Comes Around – 3:49
2. There's a Wall in Washington – 5:19
3. Wasteland of the Free – 5:13
4. I'll Take My Sorrow Straight – 3:24 (Iris DeMent; Elmer McCall)
5. This Kind of Happy – 3:43 (Iris DeMent; Merle Haggard)
6. The Way I Should – 4:24
7. Letter to Mom – 3:15
8. Keep Me God – 3:46
9. Quality Time – 4:03
10. Walkin' Home – 5:39
11. Trouble (duet with Delbert McClinton) – 7:32 (Iris DeMent; Elmer McCall)